# Пришлите помощь
«Пришлите помощь» (англ. Send Help) — будущий американский фильм ужасов режиссёра Сэма Рэйми по сценарию Марка Свифта и Дэмиэна Шеннона. Главные роли в фильме исполнили Рэйчел Макадамс, Крис Пэнг, Дилан О’Брайен и Деннис Хэйсберт.
Премьера фильма в США запланирована на 30 января 2026 года.

## Сюжет
Женщина и её босс борются за жизнь на отдалённом острове после авиакатастрофы.

## В ролях
- Рэйчел Макадамс
- Крис Пэнг
- Дилан О’Брайен
- Деннис Хэйсберт

## Производство
В октябре 2019 года кинокомпания Columbia Pictures объявила, что Сэм Рэйми станет режиссёром фильма ужасов без названия, Марк Свифт и Дэмиэн Шеннон напишут сценарий. Позже фильм получил название «Пришлите помощь», дистрибьютором выступит компания 20th Century Studios. В октябре 2024 года Рэйчел Макадамс вела в переговоры о съёмках. В декабре к актёрскому составу присоединился Крис Пэнг. В начале 2025 года к актерскому составу присоединились Дилан О’Брайен и Деннис Хейсберт, а Макадамс была утверждена на главную роль.. Основные съёмки должны были начаться в январе 2025 года. В итоге они начались в феврале.
Премьера фильма в США запланирована на 30 января 2026 года.